# Malo (Vanuatu)
Malo (conosciuta anche come St. Bartholomew) è un'isola di Vanuatu distante solo 5 km dalla costa meridionale dell'isola di Espiritu Santo nella provincia di Sanma.
L'isola ha una costa che si estende per 55 km ed un'area di 180 km². Nel 2009 la popolazione era di 4 279 abitanti.
Come la maggior parte delle isole di Vanuatu, anche Malo ha origini vulcaniche. Il punto più alto dell'isola, Malo Peak, raggiunge i 326 m sul livello del mare.
I principali prodotti dell'isola sono la copra e il cacao.
Su Malo esistono due gruppi culturali principali: gli Auta che abitano la parte occidentale e i Tinjivo che abitano la parte orientale dell'isola.